# You Took Advantage of Me
You Took Advantage of Me ist ein Popsong, den Richard Rodgers (Musik) und Lorenz Hart (Text) verfassten und 1928 veröffentlichten.

## Hintergrund
Der Rodgers-und-Hart-Song You Took Advantage of Me entstand für die Musikkomödie Present Arms, die am 26. April 1928 in New Yorker Mansfield Theatre Premiere hatte. Vorgestellt wurde der Song von Busby Berkeley, Joyce Barner und einem Chor. Der in E-Dur in der Form AABA geschriebene Song war der einzige Hit des Theaterstücks.

## Erste Aufnahmen und spätere Coverversionen
Zu den Musikern, die den Song ab April 1928 coverten, gehörten Paul Whiteman (Victor, mit Bix Beiderbecke und Frankie Trumbauer), Sam Lanin (Cameo, mit Scrappy Lambert, Gesang), Miff Mole (Okeh), Bill Haid’s Cups (Broadway), Vicent Lopez & His Casa Lopez Orchestra (Brunswick, Gesang Dick Robertson) sowie eine Duoaufnahme von Irving Kaufman und Vaughn Deleath.
Der Diskograf Tom Lord listet im Bereich des Jazz insgesamt 405 (Stand 2015) Coverversionen, u. a. von Django Reinhardt and Stéphane Grappelli (1937), Snoozer Quinn (1948), Art Tatum (1949), Roy Eldridge, Juny Christy (1956), Billie Holiday (1959), Ella Fitzgerald und Joe Pass (1976) und dem Keith Jarrett Trio. Judy Garland sang You Took Advantage of Me in dem Musikfilm A Star Is Born (1954).